# Crasna, Bolgrad
Crasna (în ucraineană Красне, transliterat: Krasne) este un sat în comuna Tarutino din raionul Bolgrad, regiunea Odesa, Ucraina. Satul a fost locuit de germanii basarabeni. Are o populație de 1.308 de locuitori, potrivit recensământului din anul 2025.

## Geografie
Crasna este singurul sat al comunei Crasna din raionul Tarutino, având o suprafață de 67,26 km².
Satul este situat pe malul râului Cogîlnic și are din 15 ianuarie 1937 o stație de tren (numită apoi Ciuleni) pe calea ferată Odesa-Basarabeasca. Prin sat, situat la o distanță de 10 km sud-est de orașul reședință de raion Tarutino, trece drumul teritorial regional T1627.

## Istoric
În anul 1812, prin Pacea de la București, Imperiul Rus a anexat o parte a Principatului Moldovei, stat vasal al Imperiului Otoman. Acel teritoriu aflat la est de râul Prut, împreună cu Bugeacul ocupat mai demult de turci și încorporat în pașalâcul turcesc de la Silistra, a fost denumit Basarabia. Noua achiziție teritorială a fost tratată ca o zonă de colonizare și a fost administrată ca un oblast rusesc și apoi, din 1871, ca Gubernia Basarabia. 
În 1814 au sosit aici coloniști emigrați din Ducatul Varșoviei și au fondat o așezare în Basarabia. Inițial, coloniile erau identificate prin numărul terenului din planul general cadastral. Crasna era Steppe No. 7, fiind menționată adesea drept Colonia Catholica. Începând din iulie 1817 i s-a dat numele Konstantinovskaia/Konstantinschutz, care provenea din registrul de botezuri al parohiei catolice Crasna. Din noiembrie 1817, în memoria victoriei Armatei Imperiale Ruse asupra Armatei Imperiale Franceze în Bătălia de la Krasnîi (15-18 noiembrie 1812), satul a fost numit Krasna sau Krasne.
| Apartenență statală                 | Apartenență statală |
| ----------------------------------- | ------------------- |
| Imperiul Rus                        | 1814–1917           |
| Republica Democratică Moldovenească | 1917–1918           |
| Regatul României                    | 1918–1940           |
| RSS Ucraineană, Uniunea Sovietică   | 1940–1941           |
| Regatul României                    | 1941–1944           |
| RSS Ucraineană, Uniunea Sovietică   | 1944–1991           |
| Ucraina                             | 1991–               |

## Demografie
Componența lingvistică a comunei Crasna
     Rusă (60,1%)
     Ucraineană (15,63%)
     Găgăuză (12,28%)
     Bulgară (8,43%)
     Română (3,27%)
     Alte limbi (0,07%)
Conform recensământului din 2001, majoritatea populației comunei Crasna era vorbitoare de rusă (60,1%), existând în minoritate și vorbitori de ucraineană (15,63%), găgăuză (12,28%), bulgară (8,43%) și română (3,27%).

## Legături externe
- ro  On-line Carte familială de localitate Crasna

## Vezi și
- Germanii basarabeni